# Hernan Duque de Estrada
Hernan Duque de Estrada (* um 1475 in Talavera de la Reina; † 1551 in Santa Cruz de Tenerife) war von 1499 und 1502 bis 1504 Botschafter der Katholischen Könige Isabellas I. von Kastilien und Ferdinands II. von Aragón bei Heinrich VII. von England. Er war auch Botschafter der Katholischen Könige in Frankreich und Deutschland.

## Leben
Hernan Duque de Estrada heiratete Elvira de Meneses. Ihre Töchter María, Isabel und Ana Duque († 1580), traten 1513 mit einer Aussteuer von je 4.000 Maravedíes jährlich in ein Dominikanerinnenkloster ein. Hernan Duque de Estrada war Ritter des Santiagoorden. 
Er war „maestresala“ bei Johann von Aragón und Kastilien. Später war er bis 1513 „corregidor“ von Córdoba. Bei Johanna von Kastilien war er nach dem Tod Ferdinands II. (1516) bis zu seiner Ablösung durch Karl V. (1518) „gobernador y administrador“.
Das Sakrament der Ehe diente in dynastischen Kreisen neben der Besiegelung von Staatsverträgen auch zur Sanktionierung von wirtschaftlichen Heiratsverträgen durch Kirchenrecht. Am 14. November 1501 heiratete Katharina von Aragón Arthur Tudor und wurde am 2. April 1502 Witwe. Ihr Vater Ferdinand II. von Aragón berief seinen Botschafter, Pedro de Ayala, welcher an der Aushandeln des Ehevertrages beteiligt war zurück und entsandte seinen Mundschenk und Kanoniker, Hernan Duque de Estrada um den Ehevertrag anzufechten. Katharina sollte umgehend nach Spanien zurückkehren und die bereits geleistete erste Rate der Mitgift zurückgezahlt werden.
Von 1550 bis 1551 war Hernan Duque de Estrada Gouverneur der Kanarischen Inseln.